# Bad Girls (album)
Bad Girls – album amerykańskiej piosenkarki Donny Summer wydany w 1979 roku przez Casablanca Records.

## Opis albumu
Większość utworów na płytę napisali Donna Summer, Pete Bellotte, Harold Faltermeyer, Giorgio Moroder i Bruce Sudano, a wyprodukowali Moroder i Bellotte. Był to trzeci z rzędu dwupłytowy album Summer, gdzie każda z czterech stron oryginalnego wydania winylowego prezentowała nieco inny kierunek muzyczny: pop-rock, disco, ballady w stylu soul/R&B i nagrania elektroniczne. Album okazał się dużym sukcesem komercyjnym, zdobywając pozycję numer 1 na listach sprzedaży w USA i Kanadzie oraz rozchodząc się w 4-milionowym nakładzie w samych tylko Stanach Zjednoczonych. Zdobył on też uznanie krytyków, a magazyn Rolling Stone uznał go za jeden z najlepszych albumów gatunku disco. Z albumu pochodziły jedne z największych przebojów Donny Summer: „Hot Stuff” i „Bad Girls” – numery 1 na liście Hot 100 Billboardu, „Dim All the Lights”, a także kolejne single „Sunset People”, „Our Love” i „Walk Away”.

## Lista utworów
Strona 1
| 1. | „Hot Stuff”                 | 5:14  |
|    |                             |       |
| 2. | „Bad Girls”                 | 4:55  |
|    |                             |       |
| 3. | „Love Will Always Find You” | 3:59  |
|    |                             |       |
| 4. | „Walk Away”                 | 4:27  |
|    |                             |       |
|    |                             | 18:35 |
|    |                             |       |
Strona 2
| 1. | „Dim All the Lights”                  | 4:40  |
|    |                                       |       |
| 2. | „Journey to the Center of Your Heart” | 4:36  |
|    |                                       |       |
| 3. | „One Night in a Lifetime”             | 4:12  |
|    |                                       |       |
| 4. | „Can’t Get to Sleep at Night”         | 4:45  |
|    |                                       |       |
|    |                                       | 18:13 |
|    |                                       |       |
Strona 3
| 1. | „On My Honor”                | 3:34  |
|    |                              |       |
| 2. | „There Will Always Be a You” | 5:07  |
|    |                              |       |
| 3. | „All Through the Night”      | 6:01  |
|    |                              |       |
| 4. | „My Baby Understands”        | 4:03  |
|    |                              |       |
|    |                              | 18:45 |
|    |                              |       |
Strona 4
| 1. | „Our Love”      | 4:51  |
|    |                 |       |
| 2. | „Lucky”         | 4:37  |
|    |                 |       |
| 3. | „Sunset People” | 6:27  |
|    |                 |       |
|    |                 | 15:55 |
|    |                 |       |

## Notowania
| Kraj                              | Pozycja | Certyfikat          |
| --------------------------------- | ------- | ------------------- |
| Australia                         | 6       |                     |
| Austria                           | 8       |                     |
| Francja                           | 9       |                     |
| Hiszpania                         | 6       |                     |
| Holandia (MegaCharts)             | 24      |                     |
| Kanada                            | 1       | 2 × platynowa płyta |
| Niemcy (Media Control)            | 7       |                     |
| Norwegia (VG-lista)               | 3       |                     |
| Nowa Zelandia                     | 3       | złota płyta         |
| Stany Zjednoczone (Billboard 200) | 1       | 2 × platynowa płyta |
| Szwecja (Sverigetopplistan)       | 3       |                     |
| Wielka Brytania (UK Albums Chart) | 23      | srebrna płyta       |